# Serra de Nabiners
La Serra de Nabiners és una serra situada al municipi de Ribera d'Urgellet a la comarca de l'Alt Urgell, amb una elevació màxima de 1.218 metres.